# کامپییو د آراندا
کامپییو د آراندا (به اسپانیایی: Campillo de Aranda) یک شهرستان در اسپانیا است.